# Trematopygus punctatissimus
Trematopygus punctatissimus là một loài tò vò trong họ Ichneumonidae.